# Judy Ann Santos-Agoncillo
Judy Anne Lumagui Santos hay nghệ danh là Judy Ann Santos (sinh ngày 11 tháng 5 năm 1978) là một diễn viên, nhà sản xuất phim nổi tiếng người Philippines. Sau khi lấy chồng là Ryan Agoncillo, tên của bà đã được chuyển sang họ chòng là  Judy Anne Lumagui Santos-Agoncillo và nghệ danh cũng là Judy Ann Santos-Agoncillo

## Tiểu sử
Nguyên tên cô là Judy Anne Lumagui Santos, sinh ngày 11 tháng 5 năm 1978 tại Manila, Philippines. Cha mẹ cô là Manuel Santos và Carolina Santos.. Mẹ cô chuyển sang Toronto, Canada khi cô mới 5 tuổi để học vào ngành y.
Khi bước vào sự nghiệp điện ảnh, cô lấy nghệ danh là Judy Ann Santos. Sau khi lấy chồng là Ryan Agoncillo, cô ghép họ chồng với họ mình để thành  Judy Anne Lumagui Santos-Agoncillo. Nghệ danh của cô theo đó cũng đổi thành Judy Ann Santos-Agoncillo.

## Con cái
Cô và Ryan Agoncillo chính thức trở thành vợ chồng từ năm 2009.Sau đó,cô có một con trai: Juan Luis Santos-Agoncillo (Lucho) và một con gái: Johanna Louis Santos-Agoncillo (Yohan)